# Ve Vlčí
Ve Vlčí je přírodní rezervace jižně od obce Vyškovec v okrese Uherské Hradiště. Důvodem ochrany je svým rozsahem jedno z největších území s různými stanovišti (suché výslunné pastviny, vlhčí sníženiny, přistíněné plochy). Druhově bohatá lokalita, výskyt celé řady čeledi vstavačovitých i dalších čeledí.